# (48451) Pichincha
(48451) Pichincha est un astéroïde de la ceinture principale d'astéroïdes.

## Description
(48451) Pichincha est un astéroïde de la ceinture principale d'astéroïdes. Il fut découvert le 2 août 1991 à La Silla par Eric Walter Elst. Il présente une orbite caractérisée par un demi-grand axe de 3,08 UA, une excentricité de 0,09 et une inclinaison de 13,2° par rapport à l'écliptique.
Il est nommé d'après le volcan Guagua Pichincha.